# Stazione di Villeneuve-Loubet-plage
La stazione di Villeneuve-Loubet-plage è una fermata ferroviaria della linea Marsiglia-Ventimiglia a servizio di Villeneuve-Loubet situato nel dipartimento delle Alpi Marittime, regione Provenza-Alpi-Costa Azzurra.
La fermata ha due binari per servizio viaggiatori.
È servita da TGV e dal TER PACA (Treno regionale della PACA)